# برمنغهام (المملكة المتحدة)
برمنغهام هو قصبات حضرية، في المملكة المتحدة، يقع في ويست مدلاندز، بلغ عدد سكانه 1,111,300  نسمة وذلك حسب إحصائيات سنة 2015، عاصمته برمينغهام.